# ستيوارت باندا
ستيوارت باندا (بالإنجليزية: Stuart Banda)‏ هو منافس ألعاب قوى مالاوي، ولد في 20 نوفمبر 1988.

## وصلات خارجية
- ستيوارت باندا على موقع الاتحاد الدولي لألعاب القوى (الإنجليزية)